# La Follette (Tennessee)
La Follette (auch LaFollette) ist eine Kleinstadt (mit dem Status „City“) und die größte Ortschaft des Campbell County im US-amerikanischen Bundesstaat Tennessee. Das U.S. Census Bureau hat bei der Volkszählung 2020 eine Einwohnerzahl von 7.430 ermittelt.
La Follette ist Bestandteil der Knoxville Metropolitan Statistical Area, der Metropolregion um die Stadt Knoxville.

## Geografie
La Follette liegt im Nordosten Tennessees am südwestlichen Rand der Cumberland Mountains, einem Teil der Appalachen. Die Stadt liegt beiderseits des Big Creek, der über den Clinch River, den Tennessee River und den Ohio zum Stromgebiet des Mississippi gehört. Die Grenze Tennessees zu Kentucky verläuft rund 35 km nördlich.
Die geografischen Koordinaten von La Follette sind 36°22′58″ nördlicher Breite und 84°07′12″ westlicher Länge. Das Stadtgebiet erstreckt sich über eine Fläche von 12,6 km².
Benachbarte Ortschaften von La Follette sind Fincastle (7,4 km nordöstlich), Rocky Top (24,3 km südlich), Jacksboro (8,4 km südwestlich) und Caryville (14,1 km in der gleichen Richtung).
Das Stadtzentrum von Knoxville liegt 63 km südsüdöstlich. Die nächstgelegenen weiteren Großstädte sind Charlotte in North Carolina (427 km ostsüdöstlich), Georgias Hauptstadt Atlanta (369 km südlich), Chattanooga (237 km südwestlich), Tennessees Hauptstadt Nashville (303 km westlich), Louisville in Kentucky (329 nordnordwestlich) und Lexington in Kentucky (223 km nördlich).

## Verkehr
Der Interstate Highway 75 verläuft in Nord-Süd-Richtung wenige Kilometer westlich an La Follette vorbei. Der U.S. Highway 25 W und die Tennessee State Routes 9 und 63 treffen im Zentrum von La Follette zusammen. Alle weiteren Straßen sind untergeordnete Landstraßen, teils unbefestigte Fahrwege sowie innerörtliche Verbindungsstraßen.
In Nordost-Südwest-Richtung verläuft eine Eisenbahnlinie für den Frachtverkehr der CSX Transportation durch das Stadtgebiet von La Follette.
Mit dem Campbell County Airport befindet sich 6,8 km südwestlich vom Stadtzentrum von La Follette ein kleiner Flugplatz für die Allgemeine Luftfahrt. Der nächste Verkehrsflughafen ist der 83 km südlich gelegene McGhee Tyson Airport in Alcoa, südlich von Knoxville.

## Bevölkerung
Nach der Volkszählung im Jahr 2010 lebten in La Follette 7456 Menschen in 3096 Haushalten. Die Bevölkerungsdichte betrug 591,7 Einwohner pro Quadratkilometer. In den 3096 Haushalten lebten statistisch je 2,32 Personen.
Ethnisch betrachtet setzte sich die Bevölkerung zusammen aus 97,0 Prozent Weißen, 0,4 Prozent Afroamerikanern, 0,3 Prozent amerikanischen Ureinwohnern, 0,2 Prozent Asiaten sowie 0,4 Prozent aus anderen ethnischen Gruppen; 1,7 Prozent stammten von zwei oder mehr Ethnien ab. Unabhängig von der ethnischen Zugehörigkeit waren 1,5 Prozent der Bevölkerung spanischer oder lateinamerikanischer Abstammung.
22,1 Prozent der Bevölkerung waren unter 18 Jahre alt, 58,7 Prozent waren zwischen 18 und 64 und 19,2 Prozent waren 65 Jahre oder älter. 53,9 Prozent der Bevölkerung waren weiblich.
Das mittlere jährliche Einkommen eines Haushalts lag bei 21.631 USD. Das Pro-Kopf-Einkommen betrug 13.310 USD. 38,9 Prozent der Einwohner lebten unterhalb der Armutsgrenze.

## Bekannte Bewohner
- J. Will Taylor (1880–1939) – republikanischer Abgeordneter des US-Repräsentantenhauses (1919–1939) – lebte die meiste Zeit seines Lebens in La Follette und ist hier beigesetzt
- Carl W. Stiner (1936–2022) – Viersterne-General der United States Army, wurde hier geboren